# 彭富
彭富（1530年—1593年），字仲禮，雲南大理衛官籍直隸廬州府合肥縣人，明朝政治人物。

## 生平
嘉靖三十一年（1552年）壬子科雲南鄉試第二名舉人。嘉靖四十一年（1562年）中式壬戌科會試第二百五十一名，三甲第四十二名進士。授昆山县知县，擢户部河南司主事，丁父忧，服阕，起补兵部武选司主事。歷官武库司郎中、绍兴府知府。萬曆五年（1577年）正月升貴州副使，都清兵巡道，七年調廣西副使，八年正月升本省左參政，十一年正月升貴州按察使，遷四川右布政使，十七年正月轉左布政使，十八年九月升都察院右副都御史、巡撫貴州，被劾致仕，萬曆二十一年卒，年六十四。

## 家族
曾祖彭英，百戶；祖父彭海，百戶；父彭舉，號東坪，百戶。母朱氏。具庆下。兄彭榮（百户）、彭華。弟彭冠、彭憲。

## 墓葬
《雲南通志》載彭富墓在大理府西大坪。2019年9月30日，鹤庆县云鹤镇一陳姓在其宅基地施工時发现一古墓，随后县文管所进行了抢救性清理，根据墓志，是萬曆時贵州巡抚彭富的墓。